# Карл Гольсеє
Карл Вільге́льм Гольсе́є (дан. Carl Vilhelm Holsøe, 12 березня 1863 р. — 7 листопада 1935 р.)  — данський художник, майстер інтер'єрного живопису.

## Біографія
Народився в Орхусі у сім'ї архітектора. У 1882—1884 рр. навчався у Данській королівській академії витончених мистецтв, пізніше — у незалежній школі Педера Северіна Крейєра. У 1886 р. дебютував на весняній виставці у Шарлоттенборзі. У 1897 р. отримав стипендію від академії на роботу в Італії. У 1901 та 1908 р. був нагороджений медаллю академії, обраний членом асамблеї королівської академії мистецтв.
Товаришував із Вільгельмом Гаммерсгеєм. Порівняно з роботами Гаммерсгея, полотна Гольсеє відзначаються теплою палітрою кольорів, увагою до деталей, більшою реалістичністю сцен, динамікою. Хоча обидва художника зображували жіночу постать зі спини або збоку, приділяли увагу грі світла в кімнаті та зображували предмети розмитими (сфумато), поетичні побутові сцени Гольсеє ближчі до голандської школи живопису за своїм настроєм.

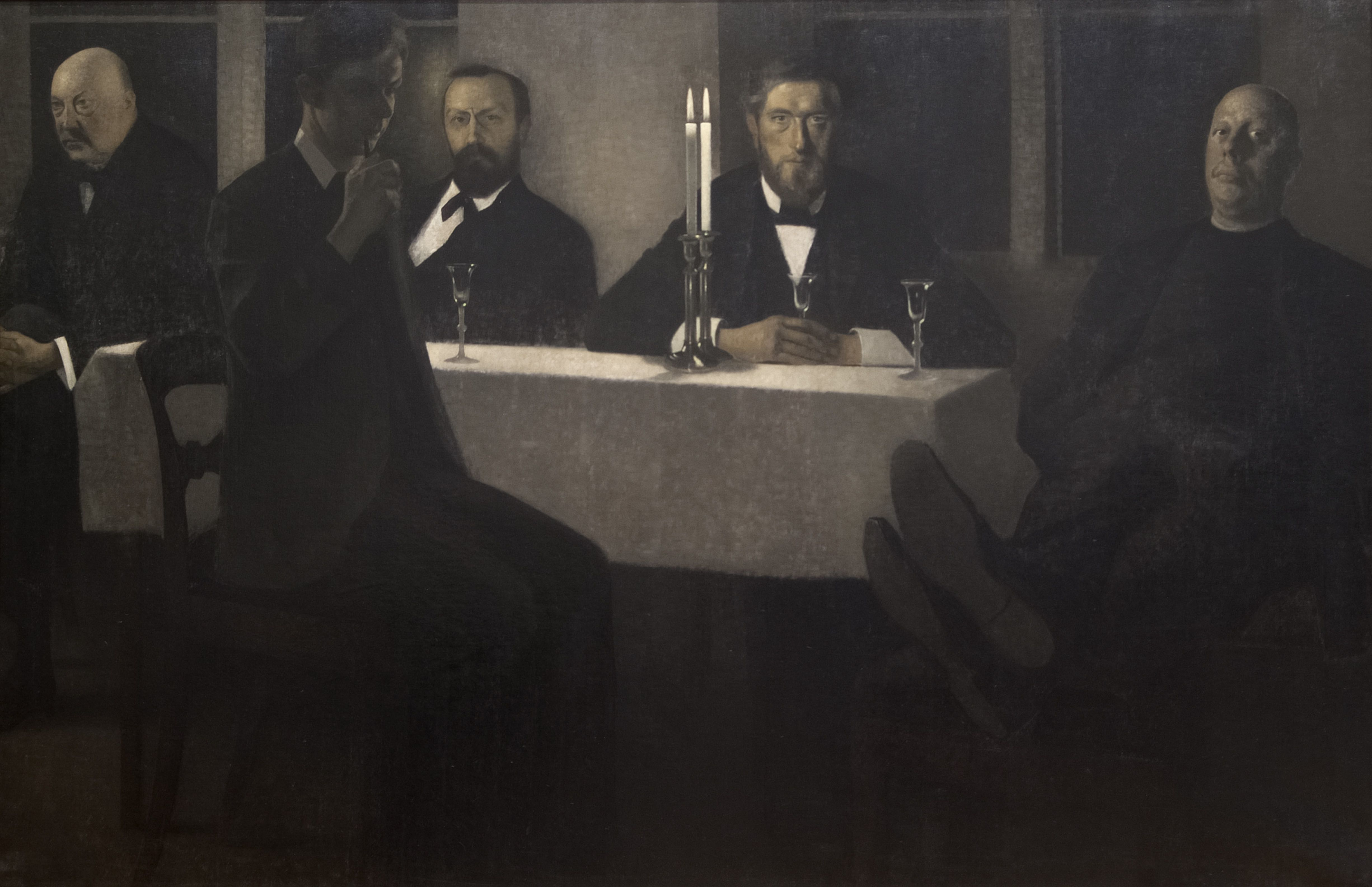
Вільгельм Гаммерсгей «П'ять портретів» (1901—1902 рр.): Торвальд Біндесбол, Свенд Гаммерсгей (передній план, з люлькою), Карл Мадсен, Йенс Фердинанд Віллумсен, Карл Гольсеє.

У 1894 році він одружився з Емілі Хайзе (померла в 1930 р.). 21 жовтня 1935 р. одружився з Інгеборгою Кнудсен.